# Jacopino della Scala
Jacopino della Scala (ur. XII w. – zm. 1215) – włoski kupiec, a następnie wikariusz cesarski w Ostiglii oraz podesta Cerei. Był synem Balduino della Scala, który dał początek rodowi della Scala.

## Życiorys

Herb rodu della Scala

Początkowo zajmował się handlem wełną, ale nie był zbyt bogaty ani wpływowy. Nie posiadał też tytułu szlacheckiego. Był jednak zdolnym politykiem o nastawieniu pacyfistycznym. Dzięki swym zaletom został wikariuszem cesarskim w Ostiglii, a później podestą Cerei. Jest pierwszym z rodu della Scala, o którym posiadamy w miarę pewne informacje historyczne. Jacopino był ojcem władców Werony Mastino I della Scala i Alberto I della Scala. Zmarł w 1215.